# Hrátky s čertem
Hrátky s čertem  je pohádková divadelní hra, kterou napsal český spisovatel Jan Drda za nacistické okupace v roce 1942 za heydrichiády. Dílo se dočkalo především poválečného úspěchu, a to nejenom proto, že jsou v něm patrné náznaky odporu proti nacismu.

## Rozhlasová podoba
V roce 1954 byla hra upravena i do podoby rozhlasové hry , ve které se objevila řada známých herců z tehdejšího souboru Národního divadla, z nichž někteří si zahráli o dva roky později i ve filmové podobě tohoto díla (Stanislav Neumann, František Filipovský, Jaroslav Vojta, František Smolík).

## Filmová podoba

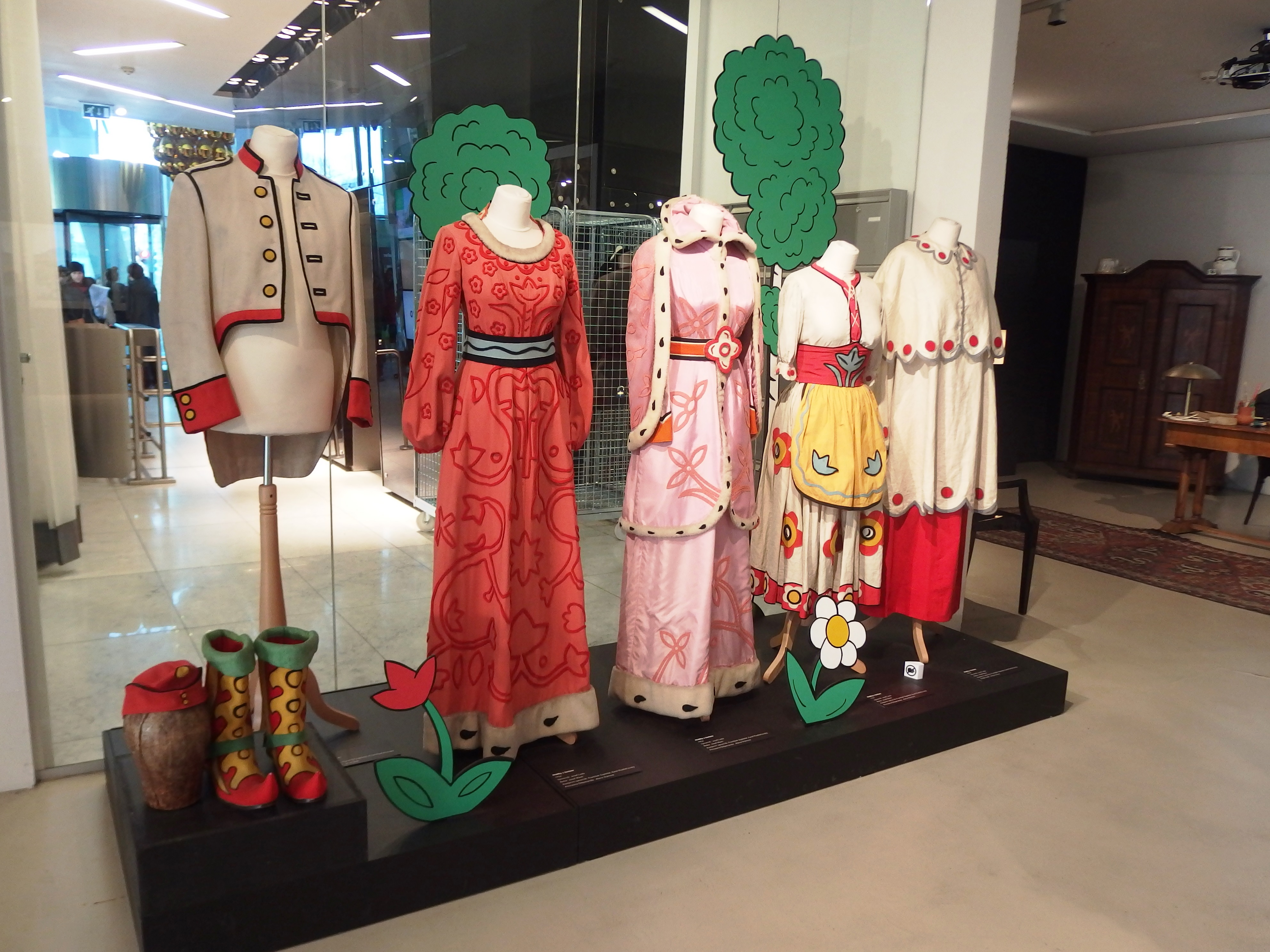
Ladovské kostýmy z filmu

Roku 1956 byla tato pohádka zfilmována režisérem Josefem Machem za použití kreslených filmových dekorací Josefa Lady.

## Operní podoba
Podle hry a filmu napsal operu Hrátky s čertem Ludvík Podéšť; premiéru měla 12. října 1963 v Liberci.

## Charakteristika
Hlavními prvky tohoto díla jsou nadpřirozené a nebo již legendární postavy poustevníka a loupežníka, ale také důvěra v obyčejného českého člověka, kterého zastupuje hlavní postava vysloužilý voják, prostý člověk Martin Kabát. Trápí ho, že se neumí bát. Proto jde přenocovat do starého pustého mlýna, aby zjistil, zdali tam opravdu straší a jestli on sám pozná, co je to strach. Čertu se ale chtěla upsat vlastní krví princezna Dišperanda spolu se svou kamarádkou služebnou Káčou tak, aby měly konečně ženicha, po kterém obě dvě touží. Čert ale odnese Káču do pekla a Martin Kabát ji jde z pekla vysvobodit, což se mu za pomoci božího anděla Theofila nakonec povede. Martin Kabát zůstane s Káčou hospodařit v opuštěném mlýně. Potrestán je i neskromný poustevník a místní loupežník Sarka Farka. Na princeznu zbude už jen čert. Příběh vytváří jakýsi nový typ české báchorky s vtipnými glosami. Přes všechna dobová klišé toto půvabné dílo zůstalo dodnes velmi milé a svěží.

## Inscenace Národního divadla v Praze
1. inscenace 1945 – 1948, režie Aleš Podhorský, 76 repríz
2. inscenace 1953 – 1956, režie František Salzer, 69 repríz
3. inscenace 1982 – 1987, režie Václav Hudeček, 151 repríz

### Účinkující

#### Lidé
- Vysloužilý voják Martin Kabát: Jaroslav Průcha, Jiří Dohnal, Jiří Štěpnička
- Loupežník Sarka-Farka: Jaroslav Vojta, Jiří Vala, Milan Stehlík
- Poustevník otec Školastyk (Školastykus): František Smolík, Jiří Sovák, Josef Vinklář
- Princezna Dišperanda: Jiřina Steimarová, Lída Plachá, Eva Klenová, Jana Boušková
- Princeznina komorná Káča: Jiřina Šejbalová, Marie Vášová, Vlasta Žehrová
- Lovčí Hubert: Emil Konečný, Josef Pehr, František Velebný, Soběslav Sejk, Jan Čenský, Jiří Kaňkovský, Petr Kuschmitz, Jiří Langmajer
- Bubeník: Vladimír Žižka
- Loutkář: Jaroslav Vidlař, Miloš Zídek

#### Čerti
- Čert Solfernus: Miloš Nedbal, Karel Pech, Radovan Lukavský
- Čert Belial: František Kreuzmann starší, Josef Velda
- Čert Belzebub: František Roland, Aleš Podhorský, Vladimír Leraus, Josef Mixa
- Čert Omnimor: Stanislav Neumann, Aleš Podhorský, Bohuslav Čáp, Bořivoj Navrátil
- Čert Karborund: František Filipovský, Miloš Nesvadba
- Čert Lucius: Ladislav Pešek, Josef Pehr, Miroslav Horníček, Petr Svojtka, Vladimír Dlouhý, Michal Pešek, Vladislav Beneš
- Čert vrátný: František Velebný, Bohumil Machník, Emil Konečný, Jaroslav Mareš, Eduard Pavlíček
- První čert: Eduard Blažek, Viktor Roubal, Martin Otava, Martin Hruška
- Druhý čert: František Krahulík, Přemysl Matoušek, Vladimír Bičík, Bohumil Bezouška, Jaroslav Mareš, Emil Konečný, Petr Svárovský, Dan Krameš, Miroslav Šnajdr, Jan Grabmüller, Zbyšek Pantůček, František Staněk
- Třetí čert: Čestmír Řanda, Jiří Bičík, Zdeněk Buchvaldek, Miroslav Horníček, Jaroslav Mareš, Milan Mach, Jan Grabmüller, Zbyšek Pantůček, Miroslav Šnajdr
- Čtvrtý čert: Miloš Nesvadba, Bohumír Brunclík, Ivan Klimeš

#### Anděl
- Teofil (Theofil): Václav Švorc, Josef Pehr, Gustav Bubník, Milan Stehlík, Libor Hruška, Zbyšek Pantůček

#### Tanečníci
Helena Holečková, Jasněna Davidová, Romana Kvapilíková, Daniela Tišliarová, Jiří Fiala, Jiří Leitgeb, Petr Nedvěd, Tomáš Sychra, Petr Šafus, Radoslava Stupková, Yvetta Blanarovičová, Petra Jindrová, Daniela Stavělová, Helena Kutinová, Ilona Svobodová, Romana Kvapilíková, Pavla Vojáčková, Jana Lauferová, Apolena Veldová, Jasněna Pokorná, Jiří Kaňkovský, Jan Grabmüller, Jakub Šíla, Jakub Kohl, Stanislav Nohejl, Josef Novák